# Motor delantero y tracción delantera

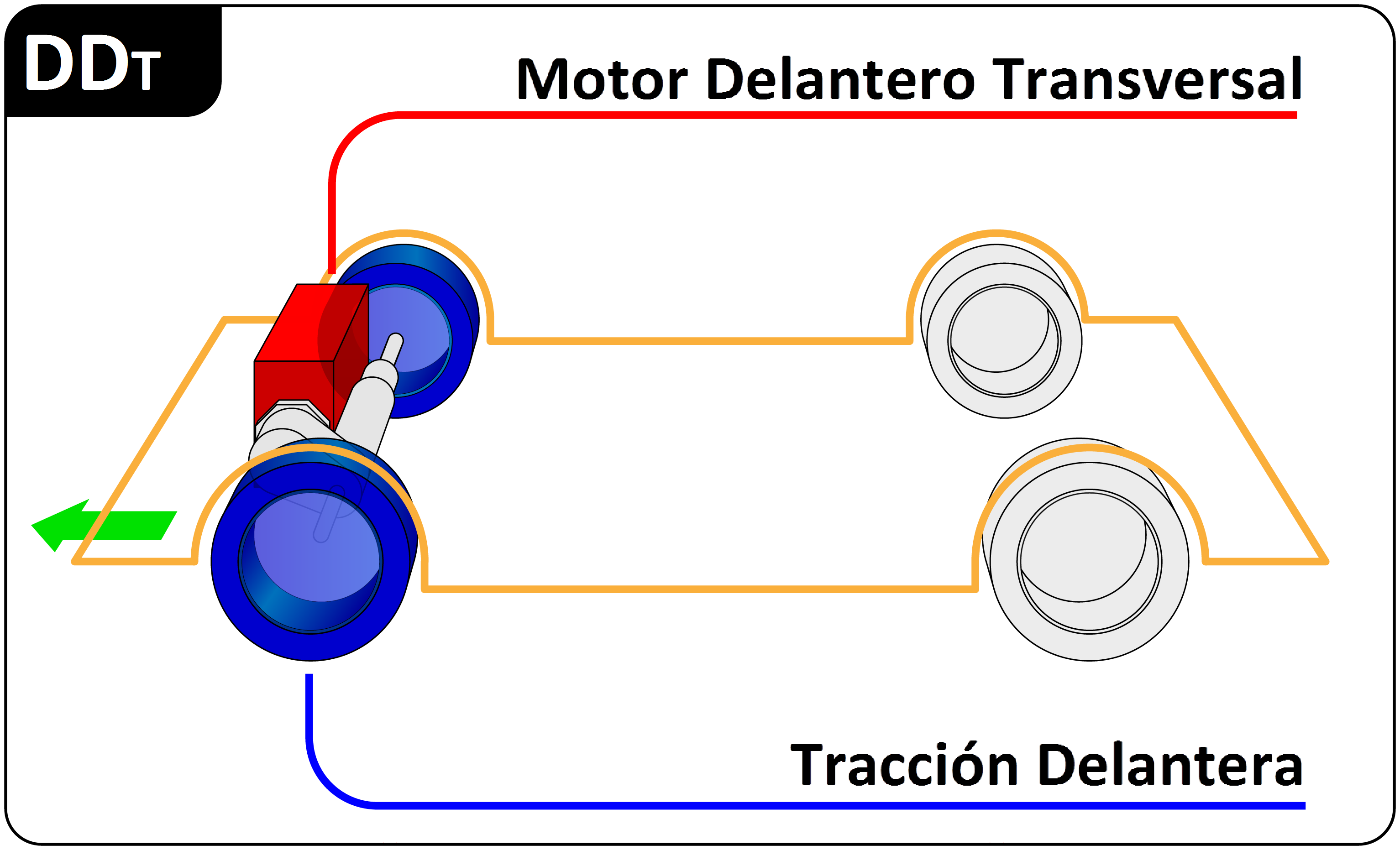
Disposición DD con el motor montado transversalmente

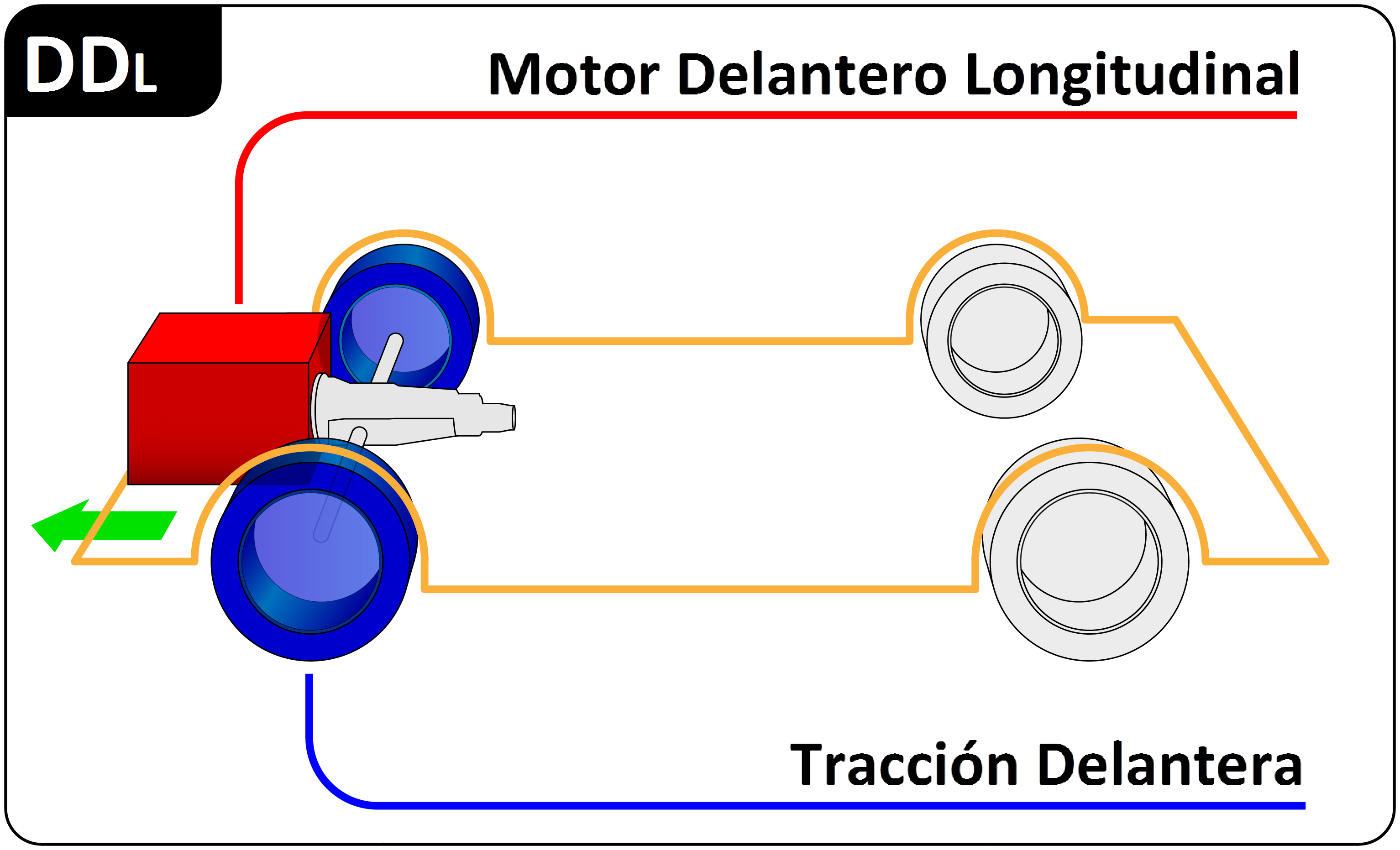
Disposición DD con el motor montado longitudinalmente

En el campo del diseño automovilístico, una  configuración con motor delantero y tracción delantera (DD) es aquella en la que tanto el motor como las ruedas de tracción están situados en la parte delantera del vehículo.

## Implicaciones
Históricamente, esta designación se usó independientemente de si todo el motor estaba situado por detrás de la línea del eje delantero. En los últimos tiempos, los fabricantes de algunos coches han añadido a la designación el término delantero central, que indica que el motor del coche está situado por delante del habitáculo pero detrás del eje delantero. Según esta terminología, la mayoría de los automóviles con motor delantero anteriores a la Segunda Guerra Mundial serían del tipo delantero central, aunque simplemente se indicaba que el motor estaba situado en el eje delantero. 
Este diseño es la forma más tradicional y sigue siendo un diseño práctico y popular. El motor, que ocupa una gran cantidad de espacio, está confinado en un lugar que los pasajeros y el equipaje normalmente no usarían. Su principal inconveniente es la distribución de pesos, dado que el componente más pesado (el motor) se encuentra en un extremo del vehículo. Las condiciones de conducción del automóvil resultantes no son las ideales, pero generalmente son predecibles. 
En contraste con el diseño del motor delantero y tracción trasera (DT), el diseño DD elimina la necesidad de un túnel central o un mayor espacio libre en el chasis para acomodar el eje de transmisión utilizado para proporcionar potencia a las ruedas traseras. Al igual que los diseños de motor trasero y tracción trasera (TT) y los de motor trasero central y tracción trasera (CTT), permite colocar el motor sobre las ruedas motrices, mejorando la tracción. Dado que las ruedas de dirección son también las ruedas motrices, los coches DD se consideran generalmente superiores a los DT en condiciones en las que hay poca tracción, como nieve, barro, grava o asfalto mojado. Al subir pendientes en condiciones de baja tracción, la configuración TT se considera el mejor diseño con dos ruedas tractoras, principalmente debido al desplazamiento del peso a las ruedas traseras cuando se sube una rampa, lo que incrementa la capacidad de tracción del vehículo. La capacidad de tomar curvas de un vehículo DD es generalmente mejor, porque el motor está colocado sobre las ruedas de dirección. Sin embargo, como las ruedas motrices tienen las exigencias adicionales de la dirección, si un vehículo acelera rápidamente, hay menos agarre disponible en las curvas, lo que puede resultar en subviraje. Los vehículos de alto rendimiento rara vez usan el diseño DD porque el peso se transfiere a las ruedas traseras al acelerar, mientras que descargan las ruedas delanteras y reducen drásticamente su agarre, poniendo un límite a la cantidad de potencia que podría utilizarse en la práctica. Además, las grandes potencias de los coches de alto rendimiento pueden traducirse en la sensación de una torsión de la dirección . El control de tracción electrónico puede evitar que las ruedas patinen, pero reduce en gran medida el beneficio de la potencia adicional. Este fue el motivo de la adopción del sistema quattro con tracción en las cuatro ruedas en los coches de carretera de alto rendimiento Jensen FF y Audi Quattro.

## Configuraciones históricas
Entre los primeros coches que usaron el diseño DD figuran el Cord L-29 de 1929, el DKW F1 de 1931, el Citroën 2CV de 1948, el Saab 92 de 1949, el Trabant P50 de 1957 y el Mini de 1959. En la década de 1980, las ventajas de tracción y del mejor aprovechamiento del espacio de este diseño hicieron que muchos fabricantes de vehículos compactos y medianos lo adoptaran en los EE. UU. La mayoría de los fabricantes europeos y japoneses cambiaron a la tracción delantera para la mayoría de sus coches en las décadas de 1960 y 1970, siendo los últimos en cambiar VW, Ford de Europa y General Motors (Vauxhall - Reino Unido y Opel - Alemania). Toyota fue la última empresa japonesa en cambiar a principios de la década de 1980. BMW, enfocado en vehículos de lujo, sin embargo, mantuvo el diseño de tracción trasera incluso en sus coches más pequeños, aunque su marca MINI es FWD. 
Hay cuatro disposiciones diferentes para este diseño básico, dependiendo de la ubicación del motor, que es el componente más pesado de la transmisión. 

### Motor central/tracción delantera
La primera disposición de este tipo no era técnicamente DD, sino más bien una combinación de motor central y tracción delantera (CD). El motor estaba montado longitudinalmente (de adelante hacia atrás, o de norte a sur) detrás de las ruedas, con la transmisión por delante del motor y el diferencial en la parte delantera del automóvil. Con el motor tan atrás, la distribución del peso de coches como el Cord L-29 no era la ideal; las ruedas motrices no soportaban una proporción de peso suficientemente grande para una buena tracción y conducción. El Citroën Traction Avant de 1934 resolvió el problema de la distribución del peso colocando la transmisión en la parte delantera del automóvil, con el diferencial entre ella y el motor. Esta configuración, ombinada con el diseño monobloque de baja altura del automóvil, se tradujo en unas condiciones de conducción muy notables en su época. Renault utilizó posteriormente este formato en el Renault 4 y en la primera generación del Renault 5, pero ya no se ha usado desde entonces, puesto que implica que el motor invade parte del espacio interior del habitáculo.

### Motor delantero montado longitudinalmente y tracción delantera

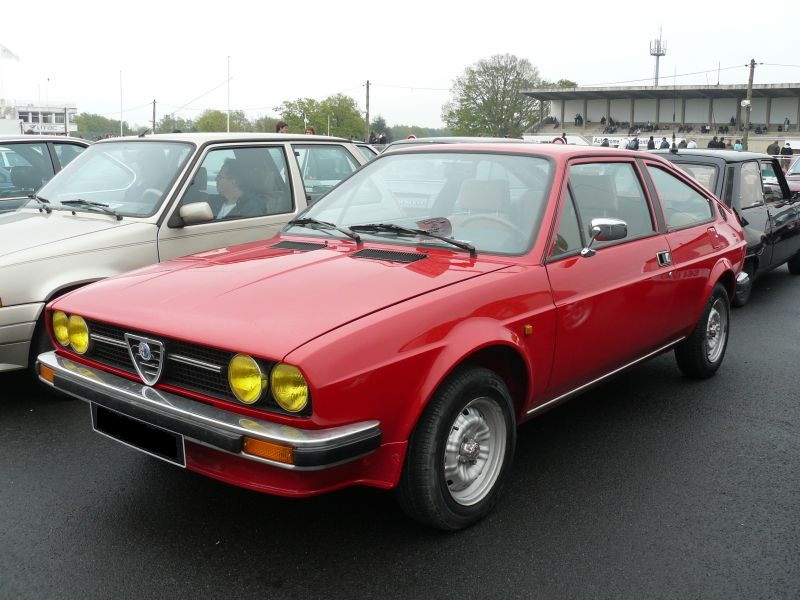
Un Alfa Romeo Alfasud Sprint Veloce de 1975 que utiliza un motor delantero y tracción delantera montados longitudinalmente

El Panhard Dyna X de 1946, diseñado por Jean-Albert Grégoire, tenía el motor situado longitudinalmente por delante de las ruedas delanteras, con la transmisión detrás del motor y el diferencial en la parte trasera del conjunto. Esta disposición, utilizada por Panhard hasta 1967, tenía potencialmente un problema de distribución de peso análogo al del Cord L29 mencionado anteriormente. Sin embargo, el motor bicilíndrico plano refrigerado por aire del Panhard era muy ligero, y estaba montado a poca altura con un centro de gravedad bajo que reducía el efecto de desequilibrio. El motor bicilíndrico plano refrigerado por aire del Citroën 2CV también se montó muy bajo, delante de las ruedas delanteras, con la transmisión detrás de la línea del eje y el diferencial entre los dos. Esta solución se volvió bastante popular. Entre los coches que utilizaban este diseño figuran el Ford Taunus 12M alemán y los Lancia Flavia y Fulvia. Esta es la configuración estándar de los vehículos de tracción delantera Audi y Subaru. En 1979, Toyota presentó y lanzó su primer automóvil con tracción delantera, el Tercel, que tenía el motor montado longitudinalmente, a diferencia de la mayoría de los otros automóviles con tracción delantera en el mercado en ese momento. Esta disposición continuó también en el Tercel de segunda generación, hasta que en 1987, la tercera generación recibió un nuevo motor montado transversalmente. Otros modelos de Toyota con tracción delantera, como el Camry y el Corolla, tenían motores montados transversalmente desde el principio. 
El Oldsmobile Toronado de 1966 (junto con sus modelos hermanos, como el Cadillac Eldorado) usó una disposición novedosa que tenía el motor y la transmisión en una disposición 'lado a lado' con la potencia transmitida entre los dos a través de una cadena intermedia y de un eje de transmisión especialmente diseñado que pasaba por debajo del cárter del motor. Esta familia de coches tiene la distinción de ser los vehículos de tracción delantera con mayor capacidad de motor (8,2 L) jamás fabricados. El Saab 99 y el Saab 900 "clásico" también utilizaron una disposición similar. El Eagle Premier usó una disposición de tren motriz similar, que también se encuentra en el Renault 21 y en el Renault 25, y que luego se convirtió en la base de los sedán Chrysler LH producidos hasta el modelo del año 2004. 
Hoy, Audi es el fabricante más destacado que sigue usando este diseño mecánico,que había sido utilizado desde la década de 1950 en sus empresas predecesoras DKW y Auto Union, y que se puede encontrar en sus modelos más grandes desde el A4 en adelante. La última evolución del formato en la plataforma MLB de Audi intenta abordar el viejo problema de la distribución desigual del peso. Para ello,, se ha empaquetando el diferencial enfrente del embrague, permitiendo que la línea del eje esté más adelante en relación con la cara trasera del bloque del motor.

### Motor delantero montado transversalmente y tracción delantera

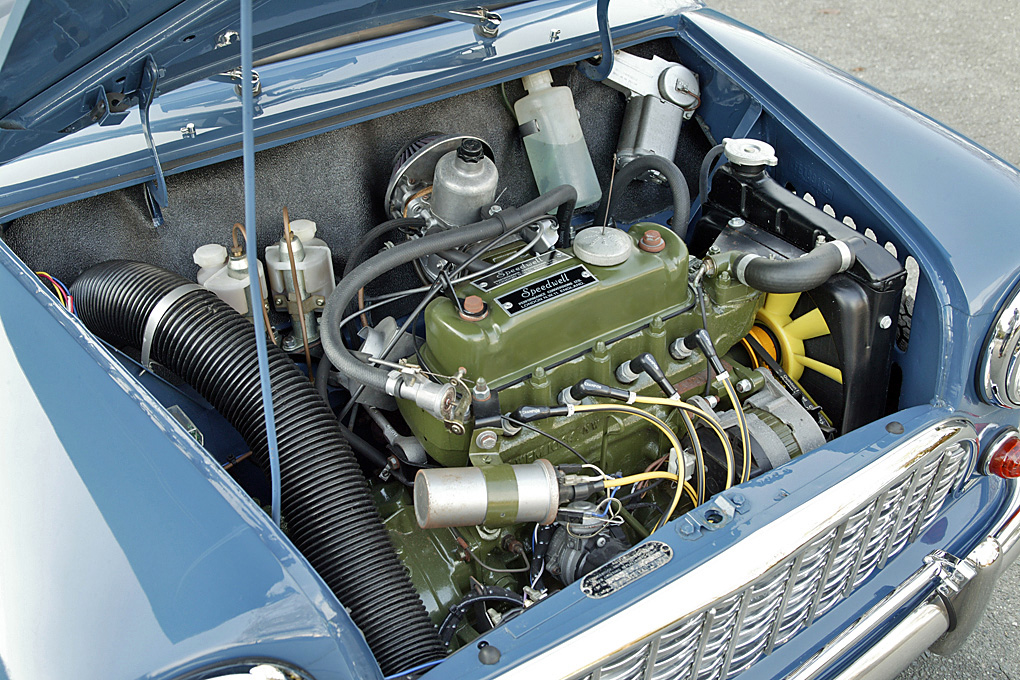
El capó abierto de este Mini original deja ver el motor montado transversalmente que impulsa las ruedas delanteras

Uno de los primeros coches DD populares con motor transversal fue el DKW 'Front' fabricado en 1931, que tenía un motor bicilíndrico de dos tiempos. Saab copió este diseño en su primer automóvil, el Saab 92 de 1949. En 1957, el Trabant también sería uno de los pocos coches que tenía un motor montado transversalmente, siendo una especie de sucesor del DKW, y convirtiéndose en una novedad especialmente significativa para un automóvil que se fabricaba en un país comunista. 
El Mini de diseñado por Alec Issigonis en 1959 y los coches relacionados con su creación, como el Maxi, el Austin 1100/1300 y el Allegro, tenían un motor de cuatro cilindros en línea refrigerado por agua montado transversalmente. La transmisión estaba ubicada en el cárter debajo del cigüeñal, con la potencia transmitida por engranajes de transferencia. Otros modelos que utilizaron el diseño de "transmisión en el cárter" serían el Datsun 100A (Cherry) y varias aplicaciones del motor PSA-Renault X-Type, como el Peugeot 104 y el Renault 14. El Suzuki Suzulight de 1955 también introdujo un motor delantero (un bicilíndrico de dos tiempos) instalado transversalmente, que usaba tecnología DKW, en una aplicación de automóvil urbano/automóvil kei, basado en el Lloyd LP400 alemán. 
Los Autobianchi Primula de 1964, Fiat 128 y Fiat 127 diseñados por Dante Giacosa, tenían colocada la transmisión en un lado del motor montado transversalmente, doblando la transmisión para colocar el diferencial justo detrás de la transmisión, pero desplazado hacia un lado. Por lo tanto, los ejes de transmisión de las ruedas son más largos en un lado que en el otro. Esta solución ubicaba el peso un poco por delante de las ruedas. Es este sistema el que domina en todo el mundo en la actualidad. 
Los vehículos con tracción delantera tienden a sufrir de torsión en la dirección bajo una fuerte aceleración. Esto es causado por las diferentes longitudes de los ejes de transmisión, que a su vez resulta en diferentes ángulos de incidencia en las juntas del eje de transmisión. Cuanto más articuladas estén las juntas mecánicas, menos efectivas serán para entregar par a las ruedas. 

#### Características de diseño de la tracción delantera

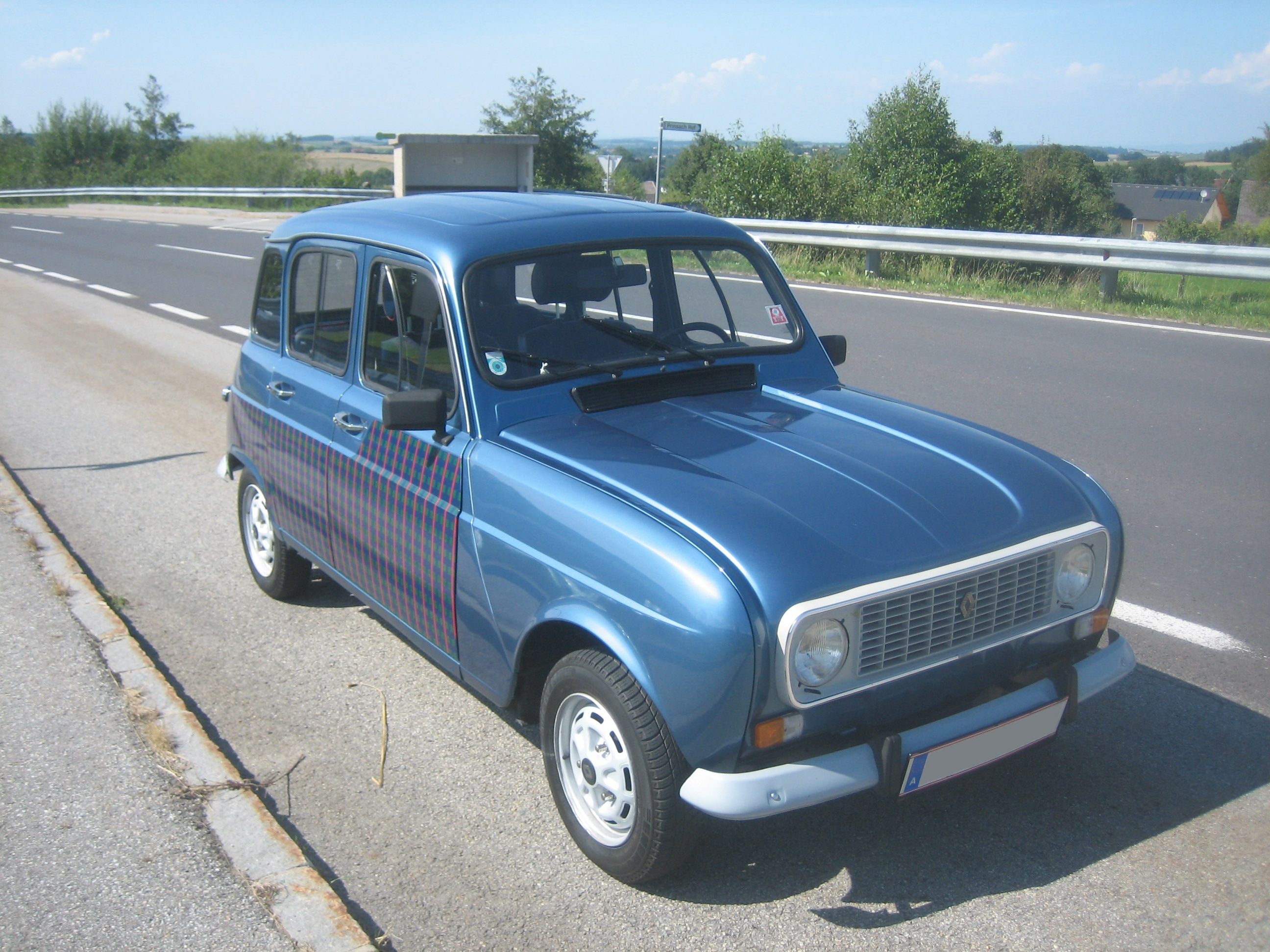
Motor central, tracción delantera (diseño CD): el motor central y la tracción delantera del Renault 4 permitía disponer de una mayor distancia entre las puertas delanteras y los huecos de las ruedas, con un voladizo delantero corto
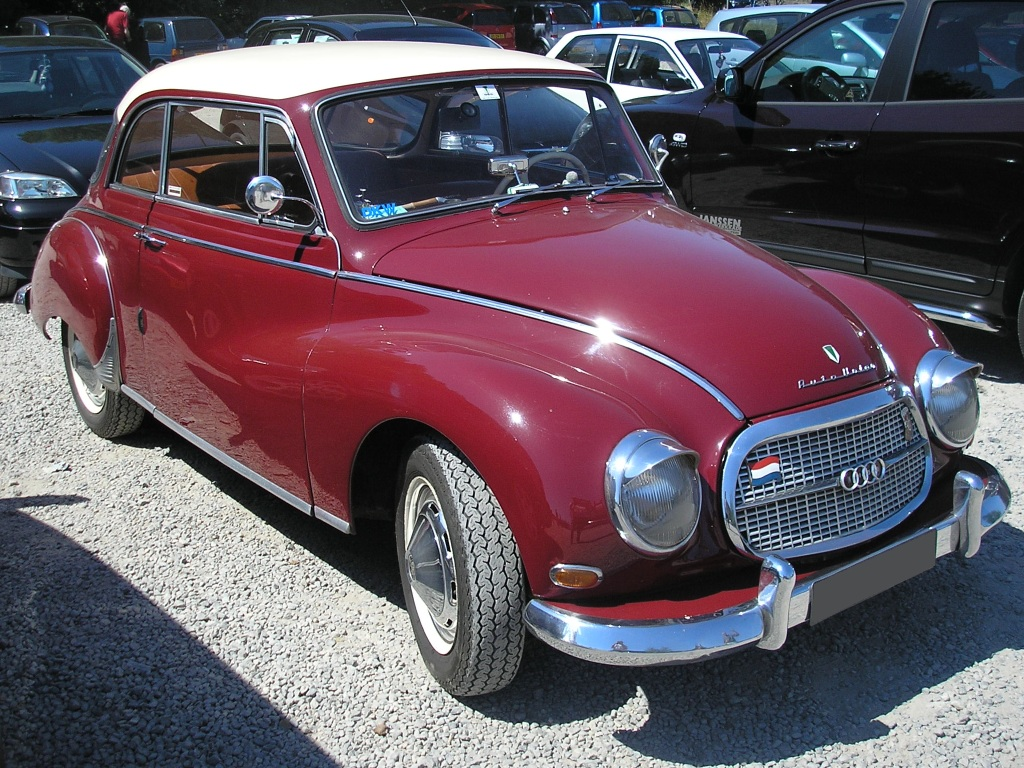
Motor longitudinalmente montado en la parte delantera, tracción delantera (diseño DD longitudinal): Auto Union 1000 (hoy Audi), que reemplazó a los motores transversales delanteros DKW F89 en la década de 1950
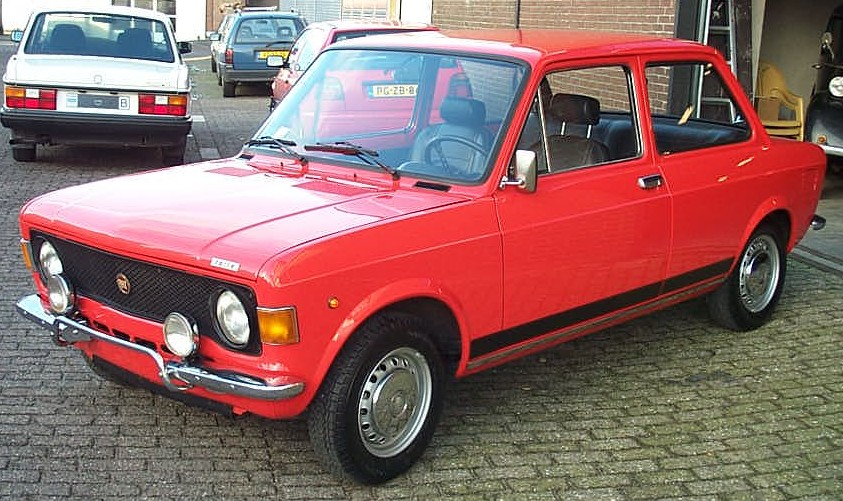
Motor transversal delantero, tracción delantera (diseño DD transversal): Fiat 128, que siguió los pasos del Autobianchi Primula

#### Tracción delantera
En los vehículos de tracción delantera, los ejes de transmisión transfieren la potencia directamente desde el diferencial a las ruedas delanteras. Un eje corto interior estriado está conectado al engranaje lateral del diferencial y un eje exterior estriado al cubo de una rueda delantera. Cada eje corto tiene un yugo, o alojamiento, para acomodar una junta universal en cada extremo de un eje intermedio de conexión. 
Las juntas universales permiten que el eje siga girando mientras permite cambios debido al movimiento de la suspensión, absorbiendo las variaciones de la longitud, del ángulo horizontal y del ángulo del eje a medida que gira la dirección. Las juntas universales de velocidad constante se utilizan normalmente para transferir potencia sin problemas entre los distintos componentes de la transmisión. La junta universal interior puede ser una articulación de tipo trípode o de inmersión. El trípode estriado está conectado con el eje intermedio y sujeto por una presilla circular. Una bola, apoyada sobre cojinetes de agujas, se coloca en cada poste del trípode, y cada uno se desliza sobre un muñón dentro del yugo. Esta disposición permite absorber los cambios en la longitud del eje y en su ángulo horizontal. La transmisión de potencia se transfiere a través del muñón y de las bolas que hacen girar el eje. 
La junta universal exterior permite mayores cambios angulares, pero no cambios en la longitud del eje. Normalmente es del tipo de bola y jaula, con una pista interior acanalada en el eje intermedio. Dispone de una pista exterior en el yugo. La jaula retiene las bolas en su ubicación en las ranuras durante las dos pistas. Las bolas transfieren la potencia desde el eje al buje y permiten cambios en el ángulo horizontal y obtener un amplio ángulo de dirección. Una funda de goma flexible colocada en cada junta retiene la grasa y evita la suciedad y la humedad. 
Cuando el diferencial no esté ubicado en la línea central del vehículo, se puede instalar un eje intermedio para mantener los ejes de transmisión de igual longitud en cada lado. Esto mantiene iguales los ángulos del eje de transmisión en ambos lados y ayuda a evitar irregularidades y vibraciones en la dirección. El extremo exterior del eje intermedio está sostenido por un cojinete asegurado a la caja de la transmisión y una junta universal contribuye a mantener la alineación. En algunos casos, se utiliza un eje de transmisión más largo en uno de los lados. En este caso, se suele instalar un amortiguador dinámico de goma para absorber las vibraciones.

## Lecturas relacionadas
- Sedgwick, Michael Cars of the 50s and 60s. Gothenburg, Sweden: A B Nordbok, 1983. (Includes pictures of the engine layouts of the Traction Avant and other designs.)

- Datos: Q9460131